# Mies (Švýcarsko)
Mies je obec na jihozápadě Švýcarska v kantonu Vaud. Leží na břehu Ženevského jezera. Žije zde přibližně 2 100 obyvatel.

## Geografie

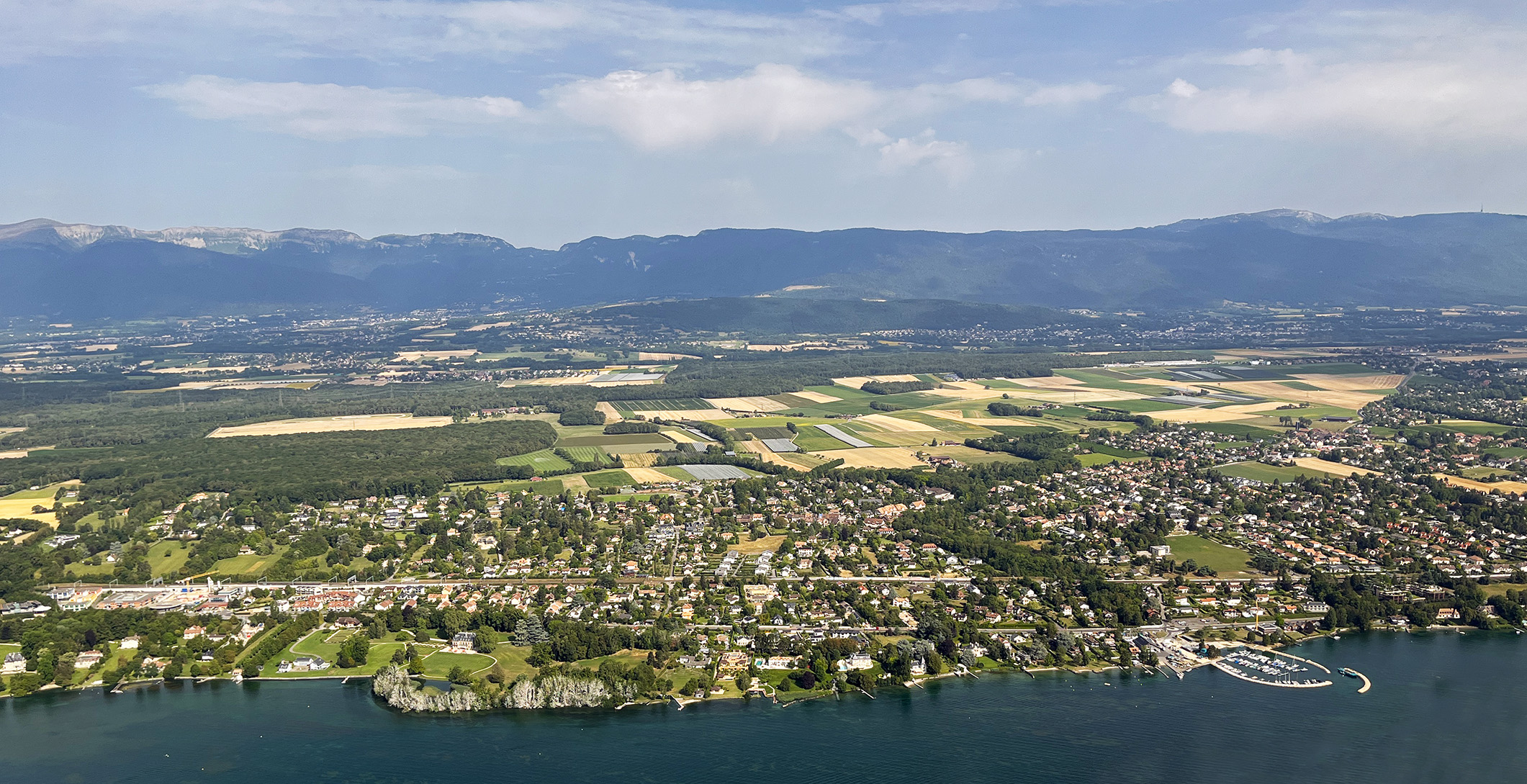
Pohled na Mies a Tannay

Mies leží v nadmořské výšce 410 metrů na jihozápadě kantonu Vaud, 12 km severně od Ženevy. Obec se rozkládá v blízkosti západního břehu Ženevského jezera na svahu, který se mírně svažuje k jezeru, jižně od malého údolí, kterým protéká potok Nant.
Území obce o rozloze 3,5 km² zahrnuje část na západním břehu Ženevského jezera. Území obce se rozprostírá od břehu jezera směrem na západ přes pobřeží na sousední hřeben s lesem Forêt de Veytay. Nejvyšší bod v Mies je 455 m n. m. Západní hranice obce vede podél kanalizované říčky Creuson, přítoku řeky Versoix. Severní hranici tvoří zpočátku potok Torry a po jeho vtoku do Nantu tento potok. Nant, který se vlévá přímo do Ženevského jezera, vytvořil u Mies malé údolí. K obci patří také dvě přírodní rezervace Gouille Marion, rybník s přilehlými mokřady ve Forêt de Veytay, a Les Crénées na břehu Ženevského jezera. V roce 1997 tvořila 29 % rozlohy obce zastavěná plocha, 35 % lesy a lesní porosty, 35 % zemědělství a necelé 1 % neproduktivní půda.
Mies zahrnuje rozsáhlé čtvrti rodinných domů a vil a také usedlost Veytay (450 m n. m.) na mírném svahu nad obcí. Sousedními obcemi Mies jsou Tannay a Chavannes-des-Bois v kantonu Vaud a Versoix v kantonu Ženeva.

## Historie
Obec má velmi dlouhou tradicí osídlení. V obci byly nalezeny pozůstatky ze všech období od doby bronzové. První písemná zmínka o obci pochází z roku 1345 a nese název Mie. V následujících letech se objevila řada dalších pravopisných názvů: Miez, Mier, Myez, Myer, Myes a teprve v roce 1912 Mies. Původ názvu místa je sporný; pravděpodobně pochází ze starofrancouzského mi (uprostřed), které označuje polovinu vzdálenosti ze Ženevy do Nyonu nebo z Versoix do Coppet.
Ve středověku patřil Mies k panství Coppet. Po dobytí Vaudu Bernem v roce 1536 přešla obec pod správu panství Nyon. Po pádu Staré konfederace patřil Mies v letech 1798–1803 v období Helvétské republiky ke kantonu Léman, který byl poté s přijetím mediační ústavy sloučen s kantonem Vaud. V roce 1798 byla obec přiřazena k okresu Nyon.

## Obyvatelstvo
| Rok            | 1850 | 1880 | 1900 | 1910 | 1930 | 1950 | 1960 | 1970 | 1980 | 1990 | 2000 |
| Počet obyvatel | 162  | 189  | 223  | 243  | 300  | 491  | 640  | 751  | 908  | 1227 | 1499 |

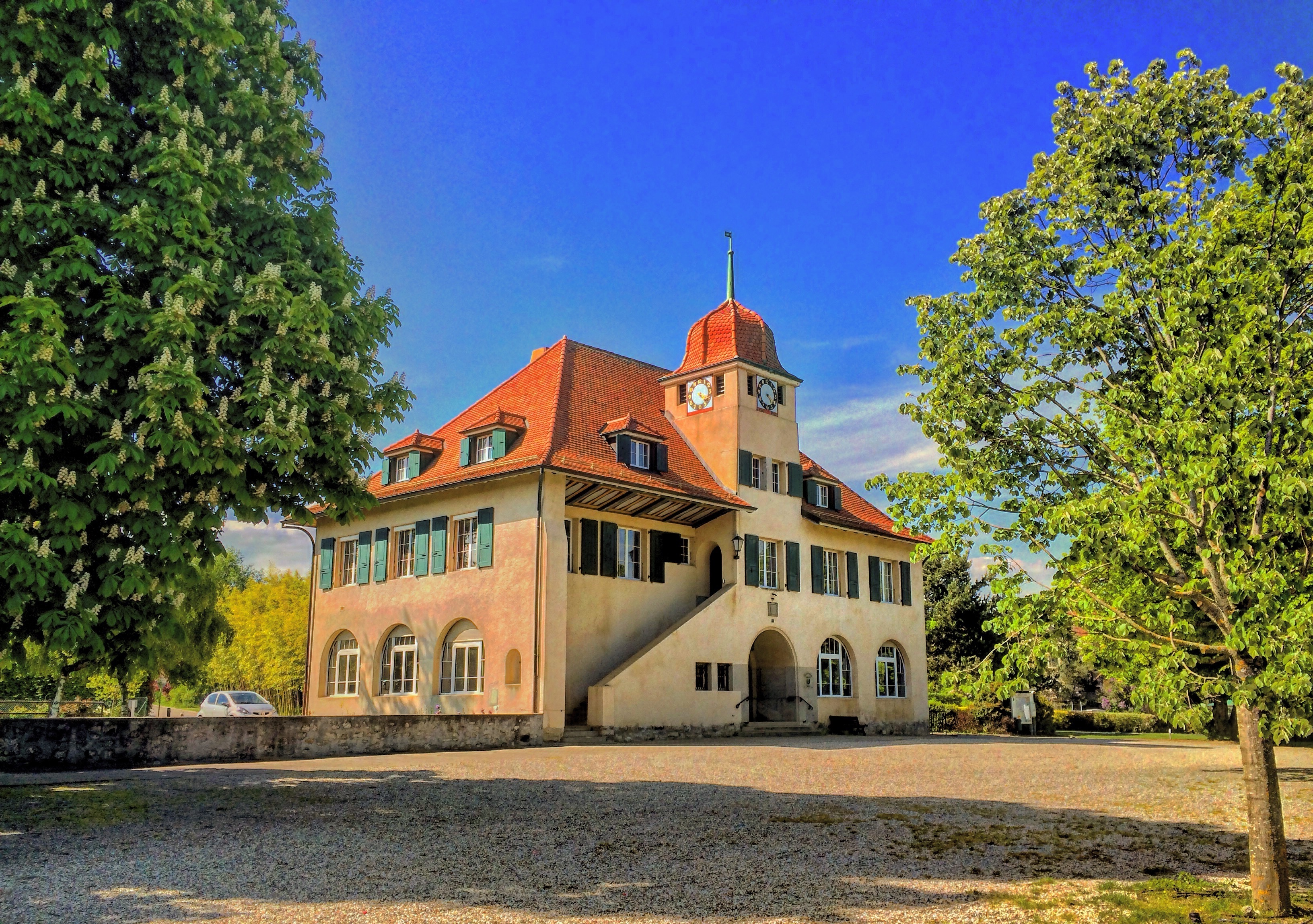
Obecní úřad

Z celkového počtu obyvatel je 73,1 % francouzsky mluvících, 10,1 % anglicky mluvících a 6,5 % německy mluvících (stav v roce 2000). Zejména po roce 1960 došlo díky intenzivní výstavbě k výraznému nárůstu počtu obyvatel.

## Hospodářství

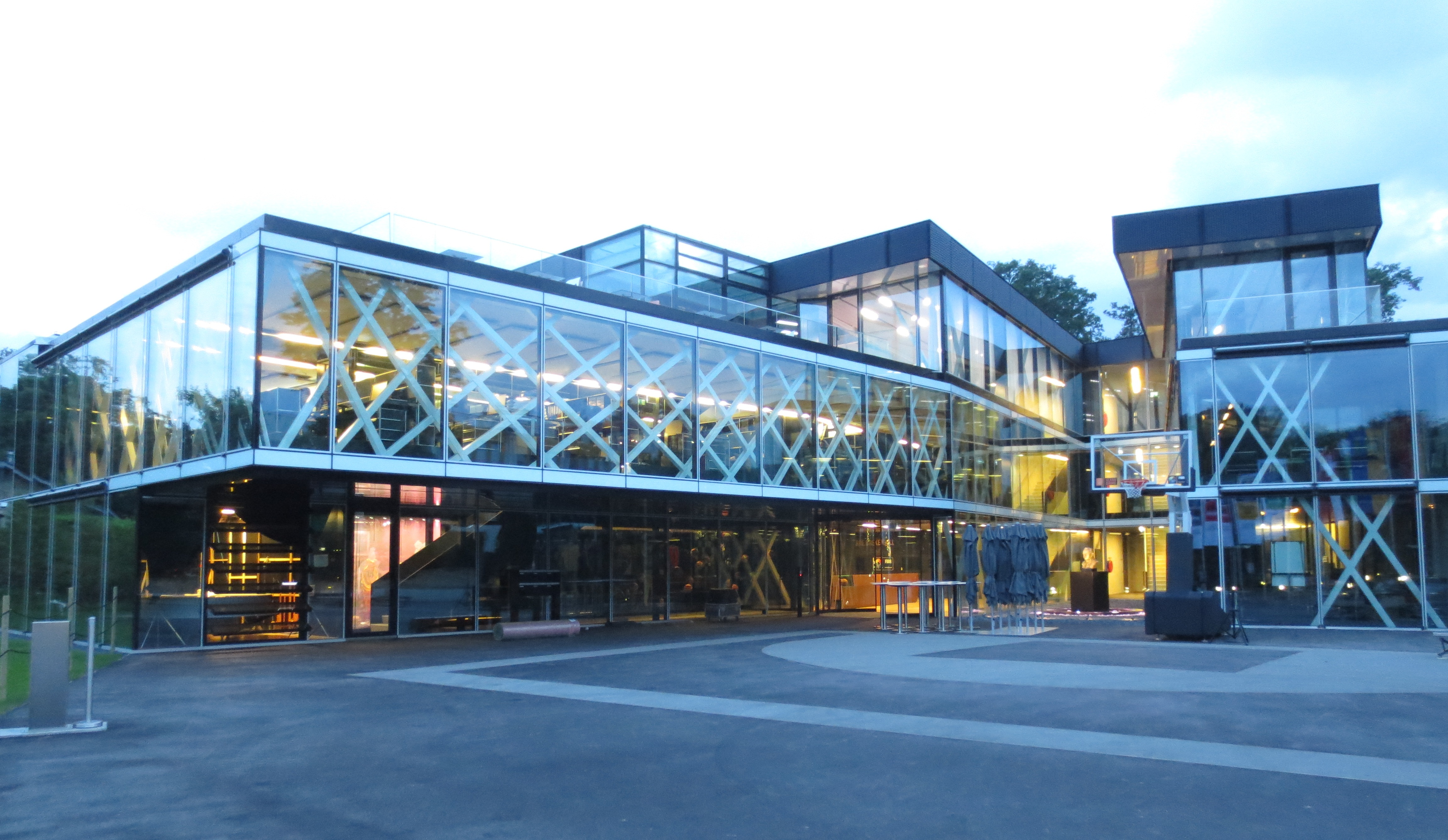
Sídlo FIBA v Mies

Až do první poloviny 20. století byla Mies vesnice charakteristická především zemědělstvím. Dnes hraje zemědělství jako zdroj obživy pro obyvatele obce jen okrajovou roli a zaměřuje se na pěstování zemědělských plodin. Statek Veytay je se svou rozlohou 150 hektarů největší v kantonu Vaud. Další pracovní příležitosti jsou k dispozici v místním průmyslu a především v sektoru služeb. V posledních desetiletích se obec rozvíjí jako rezidenční obec. Mnoho zaměstnanců dojíždí za prací především do Ženevy. Mies je sídlem Mezinárodní basketbalové federace (FIBA) a Mezinárodní federace motocyklistů (FIM).

## Doprava
Obec má dobré dopravní spojení. Leží na silnici z Versoix do francouzského Divonne-les-Bains. Železniční trať z Coppet do Versoix, součást hlavní trati SBB Lausanne–Ženeva se zastávkou v Mies, byla otevřena 24. dubna 1858. Podél břehu jezera vede hlavní silnice č. 1.